# Анрі де Декен
Анрі Марія Йозефус де Декен (фр. Henri Maria Josephus De Deken, 3 серпня 1907, Схотен, Бельгія — 12 лютого 1960) — бельгійський футболіст, що грав на позиції захисника, зокрема, за клуб «Антверпен», а також національну збірну Бельгії.
Дворазовий чемпіон Бельгії.

## Клубна кар'єра
У футболі дебютував 1925 року виступами за «Антверпен», в якому провів дванадцять сезонів, взявши участь у 180 матчах чемпіонату. За цей час двічі виборював титул чемпіона Бельгії.
Грав у «Антверпені» разом зі своїми братами Луї (1906—1966), Франсуа (1912—2004) та Альбертом (1915—2003).
Завершив професійну ігрову кар'єру у клубі «Олімпік» (Шарлеруа).

## Виступи за збірну
У матчах Олімпійського турніру в Амстердамі участі не брав, хоча був присутній в заявці.
Дебютував за збірну на першому чемпіонаті світу з футболу в матчі проти Парагваю.
У 1932 і 1933 рр. брав участь в серії товариських матчів з різними європейськими збірними. Всього відіграв 11 матчів за збірну, не забивав.

### Матчі в складі збірної
1. 20.07.1930. Монтевідео. Бельгія 0:1 Парагвай
2. 17.04.1932. Амстердам. Нідерланди 2:1 Бельгія
3. 01.05.1932. Брюссель. Бельгія 5:2 Франція
4. 12.02.1933. Брюссель. Бельгія 2:3 Італія
5. 12.03.1933. Цюрих. Швейцарія 3:3 Бельгія
6. 26.03.1933. Коломб. Франція 3:0 Бельгія
7. 09.04.1933. Антверпен. Бельгія 1:3 Нідерланди
8. 07.05.1933. Амстердам. Нідерланди 1:2 Бельгія
9. 04.06.1933. Варшава. Польща 0:1 Бельгія
10. 11.06.1933. Відень. Австрія 4:1 Бельгія
11. 22.10.1933. Дуйсбург. Німеччина 8:1 Бельгія

Помер 12 лютого 1960 року на 53-му році життя.

## Титули і досягнення
- Чемпіон Бельгії (2):

«Антверпен»: 1928—1929, 1930—1931